# Fermont
Fermont är en stad (kommun av typen ville) och tätort (centre de population) i provinsen Québec i Kanada. Den ligger i regionen Côte-Nord i norra delen av provinsen vid gränsen till Newfoundland och Labrador. Kommunen hade 2 256 invånare vid folkräkningen 2021, av dem fanns 2 151 i tätorten.
Tätorten domineras av en 15 meter hög och 1,3 km lång byggnad som innehåller nästan 500 lägenheter och viktiga samhällsfunktioner som skola, kommunhus, sportanläggningar och affärer. Byggnaden kallas "Le Mur" och fungerar som skyddsmur mot kalla nordvindar för resten av samhället, inspirerat av Ralph Erskines idéer från Svappavaara.